# Ammi-Saduqa

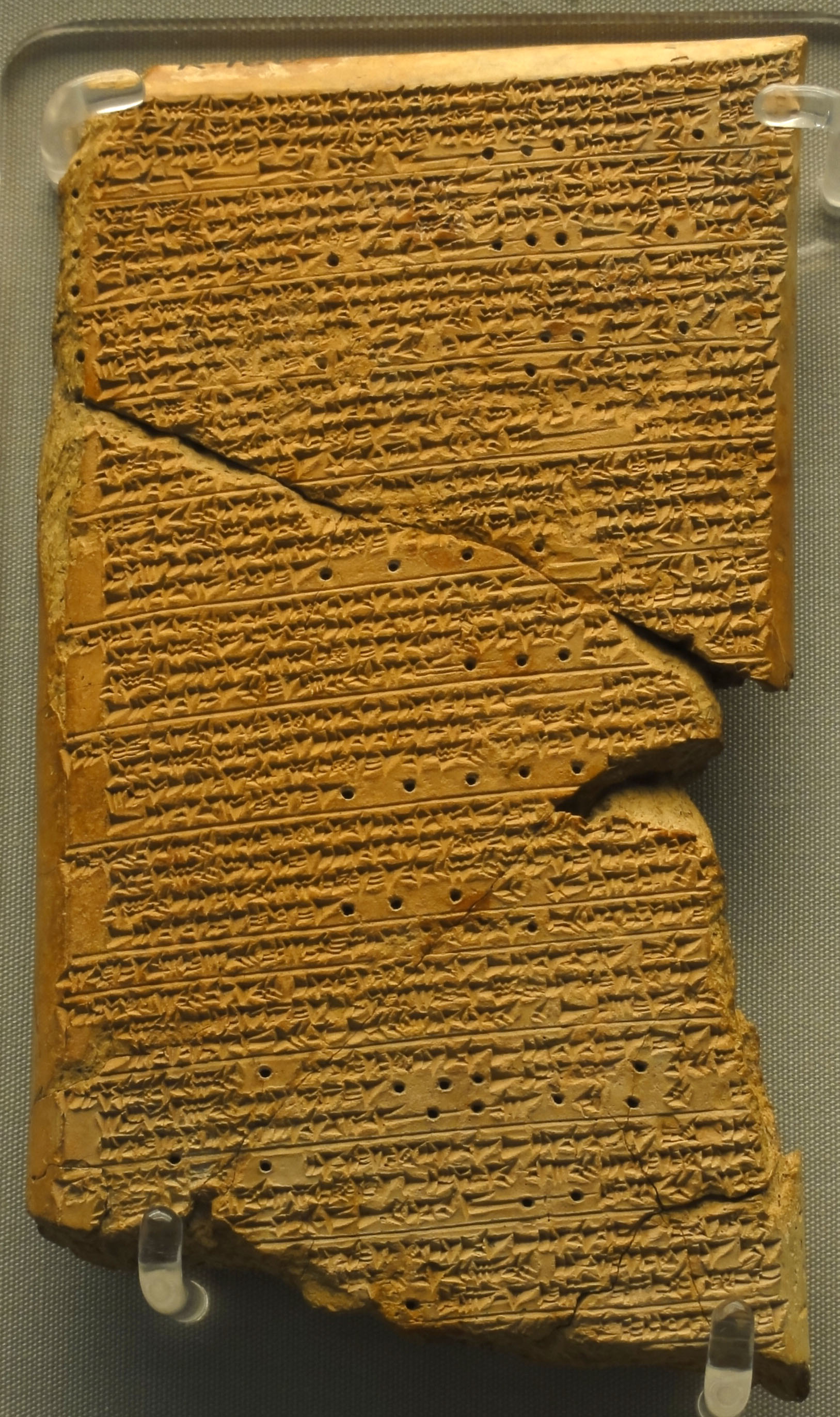
Tablilla de Venus de Ammi-Saduqa.

Ammi-Saduqa fue el décimo rey (1646 a. C. - 1626 a. C.) (cronología media) de la Dinastía I de Babilonia (amorrea), sucesor de Ammi-ditana.
En su tiempo el reino babilonio entró en una fase de descomposición total, con una grave crisis social interna agravada por la presión de pueblos extranjeros, sobre todo de los casitas, que penetraron en todos los estratos babilonios, trabajando como peones, artesanos e incluso soldados del mismo ejército babilónico.
De este rey quedan algunos edictos bienintencionados, que fueron ineficaces para frenar la decadencia del imperio. Le sucedió su hermano Šamšu-ditana, que fue el último monarca de su linaje.
| Predecesor: Ammi-ditana | Rey de Babilonia 1646-1626 a. C. | Sucesor: Šamšu-ditana |